# Luka Chelimo
Pour les articles homonymes, voir Chelimo.
Luka Kipkemboi Chelimo (né le 26 novembre 1977) est un athlète kényan, spécialisé dans les courses de fond.

## Biographie
Le 23 septembre 2012, Luka Chelimo remporte le marathon H.C. Andersen, au Danemark, en 2 h 10 min 37 s.
Le 3 mai 2015, il remporte le marathon de Vancouver avec un chrono de 2 h 18 min 37 s.

## Palmarès
| Année | Compétition            | Lieu      | Place | Épreuve  |
| ----- | ---------------------- | --------- | ----- | -------- |
| 2012  | Marathon H.C. Andersen | Odense    | 1er   | Marathon |
| 2015  | Marathon de Vancouver  | Vancouver | 1er   | Marathon |

## Records
| Épreuve       | Performance     | Date            | Lieu      |
| ------------- | --------------- | --------------- | --------- |
| Semi-marathon | 1 h 5 min 51 s  | 21 janvier 2011 | Dubaï     |
| Marathon      | 2 h 10 min 11 s | 24 octobre 2010 | Chuncheon |